# Long Prairie
Long Prairie ist eine Kleinstadt (mit dem Status „City“) und Verwaltungssitz des Todd County im US-amerikanischen Bundesstaat Minnesota. Das U.S. Census Bureau hat bei der Volkszählung 2020 eine Einwohnerzahl von 3.661 ermittelt.

## Geografie
Long Prairie liegt im Zentrum Minnesotas am Long Prairie River, einem Nebenfluss des in den Mississippi mündenden Crow Wing River. Die geografischen Koordinaten von Long Prairie sind 45°58′29″ nördlicher Breite und 94°51′56″ westlicher Länge. Das Stadtgebiet erstreckt sich über eine Fläche von 6,92 km².
Benachbarte Orte von Long Prairie sind Browerville (12,6 km nördlich), Swanville (21,4 km ostsüdöstlich), Grey Eagle (24 km südöstlich), Sauk Centre (29 km südsüdwestlich) und Osakis (30,4 km südwestlich).
Die nächstgelegenen größeren Städte sind Fargo in North Dakota (208 km nordwestlich), Duluth am Oberen See (273 km ostnordöstlich), Minneapolis (197 km südöstlich), Minnesotas Hauptstadt Saint Paul (211 km in der gleichen Richtung) und Sioux Falls in South Dakota (355 km südwestlich).
Die Grenze zu Kanada befindet sich 377 km nördlich.

## Verkehr
Als Hauptstraße verläuft der U.S. Highway 71 durch Long Prairie und trifft auf die Minnesota State Routes 27 sowie die Minnesota State Routes 287 an deren nördlichen Endpunkt. Alle weiteren Straßen sind untergeordnete Landstraßen, teils unbefestigte Fahrwege sowie innerörtliche Verbindungsstraßen.
Mit dem Todd Field Airport befindet sich 9 km südlich des Stadtzentrums ein kleiner Flugplatz. Der nächste Großflughafen ist der 216 km südöstlich gelegene Minneapolis-Saint Paul International Airport.

## Geschichte

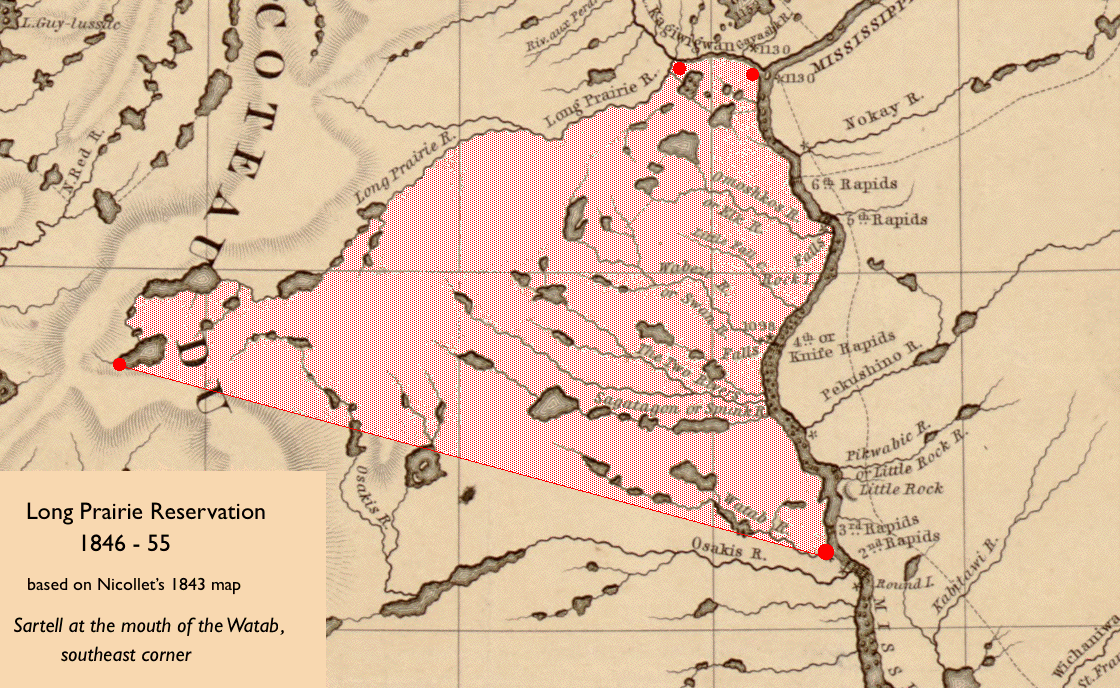
Karte des früheren Indianerreservats der Winnebago

Nachdem die Region von 1846 bis 1855 zu einem Indianerreservat der Winnebago gehört hatte, wurde 1867 die Long Prairie Township eingerichtet. In deren Zentrum entstand im gleichen Jahr die heutige Stadt, die 1883 aus der Township herausgelöst und als Village of Long Prairie inkorporiert wurde. Benannt wurde die Siedlung nach dem Long Prairie River, der das gesamte County von Süd nach Nord durchfließt.

## Demografische Daten
Nach der Volkszählung im Jahr 2010 lebten in Long Prairie 3458 Menschen in 1290 Haushalten. Die Bevölkerungsdichte betrug 499,7 Einwohner pro Quadratkilometer. In den 1290 Haushalten lebten statistisch je 2,58 Personen.
Ethnisch betrachtet setzte sich die Bevölkerung zusammen aus 81,8 Prozent Weißen, 1,0 Prozent Afroamerikanern, 0,6 Prozent amerikanischen Ureinwohnern, 0,6 Prozent Asiaten, 1,2 Prozent Polynesiern sowie 12,7 Prozent aus anderen ethnischen Gruppen; 2,1 Prozent stammten von zwei oder mehr Ethnien ab. Unabhängig von der ethnischen Zugehörigkeit waren 29,9 Prozent der Bevölkerung spanischer oder lateinamerikanischer Abstammung.
27,8 Prozent der Bevölkerung waren unter 18 Jahre alt, 54,2 Prozent waren zwischen 18 und 64 und 18,0 Prozent waren 65 Jahre oder älter. 51,6 Prozent der Bevölkerung war weiblich.

Das mittlere jährliche Einkommen eines Haushalts lag bei 35.979 USD. Das Pro-Kopf-Einkommen betrug 19.342 USD. 14,0 Prozent der Einwohner lebten unterhalb der Armutsgrenze.